# Rue de Braque
Rue de Braque je ulice v Paříži v historické čtvrti Marais. Nachází se ve 3. obvodu. Ulice se nazývá podle rodiny de Braque, která v této ulici žila ve 14. století. Arnoul de Braque zde nechal roku 1348 vybudovat kapli se špitálem a Germain de Braque byl pařížský konšel v roce 1447.

## Poloha
Ulice vede od křižovatky s Rue des Archives a končí na křižovatce s Rue du Temple.

## Historie
Ulice byla otevřena templáři na konci 13. století jako součást nového pařížského předměstí Ville-Neuve du Temple, které templáři založili mezi městskými hradbami Filipa II. Augusta a templářskou komendou. V roce 1182 byly v ulici umístěny dva masné krámy, takže ulice nesla původně název řeznická: Rue des Boucheries du Temple, Rue des Boucheries, Rue aux Bouchers du Temple, Rue des Bouchers a Rue des Boucheries de Braque. Dalším názvem bylo Rue de la Chapelle de Braque podle kaple rodiny de Braque, která v ulici bydlela od 14. století. Kaple byla zbořena v 17. století.

## Zajímavé objekty
- dům č. 1 patřil k bývalému mercedariánskému klášteru
- dům č. 2: na místě domu se nacházel městský palác. Kolem roku 1438 se nazýval hôtel de Navarre, neboť zde pobýval navarrský král Jan II. Aragonský a jeho žena Blanka. Hôtel de Montigny zde byl postaven v 17. století a rozkládal se až k Rue des Haudriettes. Posléze palác získal prezident pařížský pařížského parlamentu a prévôt des marchands Nicolas de Bailleul, po kterém získal označení hôtel de Bailleul. Palác byl zbořen v roce 1925.
- dům č. 3: dům ze 16. století, restaurovaný v roce 1993.
- dům č. 4: hôtel de Joseph Le Lièvre de la Grange, palác je od roku 1953 chráněn jako historická památka. Je postaven symetricky k paláci č. 6. Palác postavil v letech 1731–1733 architekt Victor-Thierry Dailly pro Marie-Madeleine Le Lièvre de la Grange. V držení rodiny byl až do roku 1814.
- dům č. 5: Postaven v 15. století, jeho fasáda byla v roce 1805 zrekonstruována. Majitelé byli markýza du Luc, manželka generálporučíka, poté Aymar Jean de Nicolai, markýz de Goussainville (1709–1785).
- dům č. 6: palác je od roku 1953 na seznamu historických památek.
- dům č. 7: je součástí areálu hôtel de Mesmes, který patřil rodině de Mesmes. Rodina se zde usadila na konci 16. století. Žil zde Charles Gravier de Vergennes (1719–1787), ministr zahraničních věcí Ludvíka XVI. Ve svém paláci hostil Benjamina Franklina během americké války za nezávislost.
- dům č. 8: Palác vlastnili Charles-Louis Trudaine de Montigny a jeho bratr Charles-Michel Trudaine de La Sablière. Palác je od roku 1925 na seznamu historických památek.
- dům č. 9: V domě bydlel v letech 1760–1789 houslař François Chatelain.
- dům č. 11: v domě žil královský ceremoniář Bournigatu. Budova má schodiště s dřevěnou balustrádou ve stylu Ludvíka XIII. V letech 1760–1792 zde žil houslař Sébastien Renault, který spolupracoval s Françoisem Chatelainem.
- domy č. 12 + 14: Původně zde stály templářské masné krámy, ty byly roku 1559 přemístěny na roh Rue du Temple. V roce 1640 nechal dům č. 12 přestavět de Turpin, chirurg Gastona Orleánského. Kolem roku 1757 v domě bydlel královský chirurg Léonard Georget d'Harnincourt (1715–1777). Oba domy byly restaurovány v roce 1995.